# Ева едет в Вавилон
«Ева едет в Вавилон» — шестой студийный альбом группы «25/17», выпущенный 14 сентября 2017 года.
Альбом был анонсирован осенью 2016 года, было объявлено, что новый альбом по сравнению с «Русским подорожником» станет более гитарным и «женским». По мнению журнала «Афиша Daily», альбом ещё в начале 2017 года был отнесён к наиболее ожидаемым релизам года. Первая песня нового альбома, которая называется «Она не такая как все» была презентована на «Нашем радио» в начале июня в программе «Чартова дюжина». 1 сентября широкой публике был представлен ещё один трек альбома — песня «Комната», отсылающая к популярному стихотворению Иосифа Бродского «Не выходи из комнаты».
Полностью альбом был опубликован в интернете 14 сентября. В записи приняли участие Александр Ф. Скляр, Гарик Сукачев, «Аффинаж», Хаски и «Саграда». Новый альбом рассказывает историю любви мужчины и женщины, и получился, по сравнению со всеми предыдущими релизами группы, наиболее мелодичным. Вместе с тем, песни альбома проникнуты одиночеством и отчаянием. В музыкальном плане, несмотря на почти невероятную жанровую эклектичность, песни группы звучат органично и естественно — участники группы умело сочетают почти несочетаемое, объединяя во многих песнях по две-три музыкальные стилистики.
Презентация альбома анонсирована 4 ноября 2017 года в Москве и 25 ноября в Санкт-Петербурге.
Портал The Flow поставил альбом на 8-е место по итогам 2017 года среди лучших отечественных альбомов.

## Список композиций
| №   | Название                                                 | Длительность |
| --- | -------------------------------------------------------- | ------------ |
| 1.  | «Она не такая, как все»                                  | 3:26         |
| 2.  | «Скелеты»                                                | 3:48         |
| 3.  | «Комната»                                                | 3:54         |
| 4.  | «Клыки» (п. у. «Аффинаж»)                                | 4:13         |
| 5.  | «Вервольф»                                               | 4:16         |
| 6.  | «Торпеда»                                                | 3:22         |
| 7.  | «Стриптиз»                                               | 3:53         |
| 8.  | «Наше лето» (п. у. Хаски и «Саграда»)                    | 4:44         |
| 9.  | «Златовласка» (п. у. Гарик Сукачёв и Александр Ф. Скляр) | 3:16         |
| 10. | «Моряк» (п. у. «Аффинаж»)                                | 4:02         |
| 11. | «Окурки»                                                 | 3:39         |
| 12. | «Когда воскреснем»                                       | 4:38         |

## Рецензии
- Алексей Мажаев (28 сентября 2017). Рецензия: «25/17» - «Ева едет в Вавилон» ****. Intermedia. Дата обращения: 1 октября 2017.
- Юлия Шершакова (2 октября 2017). 25/17 «Ева едет в Вавилон». KM.RU. Дата обращения: 3 ноября 2018.
- Станислав Сорочинский (14 сентября 2017). «Душа нараспашку и разрыв души» (25/17 - Ева едет в Вавилон, 2017). Refnews. Дата обращения: 16 сентября 2017.